# Nattens ljus
Pour plus de détails, voir Fiche technique et Distribution.
Nattens ljus est un film suédois réalisé par Lars-Eric Kjellgren, sorti en 1957.

## Fiche technique
- Titre : Nattens ljus
- Réalisation : Lars-Eric Kjellgren
- Scénario : Lars-Eric Kjellgren et Ingmar Bergman
- Production : Allan Ekelund et Roland Nordgren
- Musique : Bengt Hallberg et Lars-Erik Larsson
- Photographie : Åke Dahlqvist
- Montage : Oscar Rosander
- Format : Couleurs - Mono
- Genre : Comédie
- Date de sortie : 1957

## Distribution
- Marianne Bengtsson : Maria Pettersson
- Lars Ekborg : Peter
- Gunnar Björnstrand : M. Purman
- Birger Malmsten : Mikael Sjöberg
- Gösta Cederlund : Alfred Björk
- Erik Strandmark : Gentil voyou
- Georg Rydeberg : Directeur
- Gaby Stenberg : Ka
- Helge Hagerman : Andersson
- Gösta Prüzelius : Pettersson
- Renée Björling : Mme Wilhelmsson